# LUPIN THE IIIRDシリーズ
LUPIN THE IIIRDシリーズは、漫画『ルパン三世』を原作としたアニメ作品のうち、小池健が監督したスピンオフ作品のシリーズ。

## 概要
モンキー・パンチによる漫画『ルパン三世』の原作に漂う危険な世界を引き継いだ原点回帰の作品シリーズ。
なお、原点回帰の「原点」には、原作漫画だけでなく映画第1作『ルパン三世 ルパンVS複製人間』も含まれている。
同シリーズ監督の小池健は、『LUPIN the Third -峰不二子という女-』にも参加しているが、シリーズ自体は『次元大介の墓標』からとなっている。

### シリーズコンセプト
石井克人から小池健に声がかかったことから、スタートした。
本シリーズのプロデューサーとなる浄園祐と3人で方向性を話し合ったところ、3人とも『ルパン三世 PART1』が好きだと分かる。中でも小池が好きだったのは、「ルパン一味と得体の知れない敵が戦う」というエピソードであり、ルパン三世に多くある「何かを盗む話」ではなく、「ルパン一味VS好敵手」という構図を描くことで、シリーズのコンセプトとなった。

## シリーズ一覧
映画として発表された第5作と、その第5作の前日談として配信された第4作を除き、OVA（オリジナルビデオ）として発表（後に配信）された第1作から第3作は、期間限定という形で劇場公開されている。
シリーズを通して、以下のスタッフは共通している。
- 原作 - モンキー・パンチ[1]
- 監督・作画監督 - 小池健[1]
- 脚本 - 高橋悠也[1][注釈 2]
- クリエイティブ・アドバイザー - 石井克人[1]
- 音楽 - ジェイムス下地[1][注釈 3]
- プロデューサー - 浄園祐[注釈 4]
- 製作・著作 - トムス・エンタテインメント[1]
- アニメーション制作 - テレコム・アニメーションフィルム[1]

| 通番  | 公開日         | 題名              | 主題歌            | 歌手           |
| ----- | -------------- | ----------------- | ----------------- | -------------- |
| 第1作 | 2014年11月28日 | 次元大介の墓標    | Revolver Fires    | Gary Stockdale |
| 第2作 | 2017年5月26日  | 血煙の石川五ェ門  | SATORI            | Rob Laufer     |
| 第3作 | 2019年8月23日  | 峰不二子の嘘      | Innocent deceiver | TAKUMI iwasky  |
| 第4作 | 2025年6月20日  | 銭形と2人のルパン |                   |                |
| 第5作 | 2025年6月27日  | 不死身の血族      | The IIIRD Eye     | B'z            |

### 関連作品
- 『LUPIN the Third -峰不二子という女-』[1]（2012年[20][9]） - 小池健がキャラクターデザイン・作画監督を担当した作品。シリーズの先駆けとなった作品[1][20]。ただし、プロデューサーの浄園祐は、この作品は、時間的にもフォーマット的にも制限があったため、小池健の本領発揮できる100％の作品にはならなかったとし、そのために作られたのが『次元大介の墓標』だったとされている[1]。
- 『パチスロ・不二子〜100億$の女神〜』[21] (2012年)  - 小池健がパネルデザインを担当した作品[22]。主役となるエピソードの順番は、本シリーズと同じく次元→五ェ門→不二子→銭形の順[23]。
- 『ルパン三世 ルパンVS複製人間』（1978年[24][9][25]） - 第1作・第5作に登場するマモーが登場する作品。『ルパン三世』の映画1作目の作品[24][9][25]。
  - 『パチンコ ルパン三世 復活のマモー』[26]（2020年） - 正確には上記『ルパンVS複製人間』の関連作品にして続編[26][注釈 7]。『パチスロ・不二子』のようにスタッフ的な関わりはないが、本シリーズでマモーが登場した第1作（2014年）と第5作（2025年）の間にマモーを描いた作品として記載しておく。

## 登場人物
詳しくは、それぞれの個々のキャラクターの記事および各作品の記事を参照。
ルパン三世（ルパンさんせい）
声 -  栗田貫一
シリーズ全体の主人公。
次元 大介（じげん だいすけ）
声 - 小林清志（第1作～第3作・第5作）・大塚明夫（第4作・第5作）
第1作の主人公。シリーズを通してルパン三世の相棒となっていく。銃の名手。
石川 五ェ門（いしかわ ごえもん）
声 - 浪川大輔（第2作・第4作・第5作）
第2作の主人公。斬鉄の剣技を使う剣の達人。第1作と第3作には登場しない。
五ェ門役の浪川大輔は、シリーズ第2作『血煙の石川五ェ門』について、交代してすぐ若い五ェ門を演じることができ、その後の作品で五ェ門を演じる上でのキーとなる作品として挙げている。
峰 不二子（みね ふじこ）
声 - 沢城みゆき
第3作の主人公。ルパンたちとの敵か味方か不明な謎の女性。
銭形 幸一（ぜにがた こういち）
声 - 山寺宏一（第1作・第2作・第4作・第5作）
第4作の主人公。ルパン三世専任捜査官。第3作には登場しない。

### 敵
ヤエル奥崎（ヤエルおくざき）
声 - 広瀬彰勇
プロの殺し屋。肩を並べるほどの早撃ちの実力の持ち主。
第1作・第3作・第5作に登場。
ホーク
声 - 土師孝也
元軍人。かつては、バミューダの亡霊と呼ばれていたが、その戦場で命を落としたはずだった。
第2作・第3作・第5作に登場。
サリファ
声 - 小堀幸（第2作・第5作）・森川葵（第5作）・島本須美（第5作）・高山みなみ（第5作）・ゆりあ（第5作）
「御主人様」からの殺しの依頼をホークに伝えに来る少女。第5作でムオムにつかえていたことが明らかになる。
第2作・第3作・第5作に登場。
ビンカム
声 - 宮野真守
普段は拘束具をつけられている殺人マシーンであり、銃で撃たれても倒れない不死身の男。
第3作に登場。
偽ルパン
声 - 堀内賢雄
第4作に登場。ロビエト連邦で爆破テロを行う偽のルパン三世。
ムオム
声 - 片岡愛之助
第5作に登場する不死身の男。
マモー
声 - 尾花かんじ
第1作・第5作に登場。ルパンと次元を監視カメラ映像で見つめる謎の男。ムオムとの関係も示唆されている。
監督の小林健によると、当初、第1作を作った時点では続編の予定もなかったため、「隠れた敵、好敵手」として作品に取り入れたのみで、計画的に黒幕にしようとしたわけではなかったが、うまくストーリーの軸にハマっていったとされている。

## 用語
- 鉄竜会[51][52] - 第2作に登場。伊豆半島を根城にするヤクザ組織[51]。五ェ門が客人として用心棒を勤めていた。
- 虎刃組[51] - 第2作に登場。鉄竜組の対抗組織[51]。
- コドフリー・マイニング社[53] - 第3作に登場。年商10億ドルの金採掘企業[54][53]。
- ゴミ人間[41][55] - ムオムの命令に従う兵隊[41]。異形の存在[55]。
  - アメット族[41] - 仮面を被ったゴミ人間[41]。

### 地名
架空の地名と実在の地名が混在している。
- 西ドロア[56]・東ドロア[56][57] - 第1作の舞台。東西に分断された架空の国家。
- マランダ共和国[56] - 東ドロアから「リトルコメット」が譲渡された国[56]。
- バミューダ海域 - 第2作ではホークが命を落とした場所として登場。第5作では舞台として登場[1]。
  - 地図にない島[55] - 第5作の舞台となる島[58]。モデルは、1977年の映画『ドクター・モローの島』[注釈 12]に登場する島[1][59]。
- ロビエト連邦[18] - 第4作の舞台。極寒の架空の国家。
- アルカ合衆国[18] - 第4作では、ロビエト連邦との関係がキーとなる。

### 車両
- アルファロメオ 1750GTV - 第1作に登場[60]。追撃を受けたルパン三世が盗んだ車[60]。ヤエル奥崎とカーチェイスを繰り広げた[60]。
- ダットサン・フェアレディ2000 - 第1作に登場[60]。
- ハーレーダビッドソン - 第1作に登場[61]。
- ホンダスクランブラー - 第2作に登場[61]。
- PRINCE GLORIA SUPER6 - 第2作に登場[38]。

### 武器
- ワルサーP38 - ルパン三世の愛銃[60]。
- M27.357 マグナム - 次元大介の愛銃[62]。『ルパン三世 カリオストロの城』以前の作品で使用されていた[62]。
- コルト・ガバメント - 銭形幸一が使用[63]。

### 獲物
- リトルコメット[64] - 東ドロアからマランダ共和国に譲渡された彗星の欠片[64][56]。